# Percy Jackson e gli dei dell'Olimpo: la maledizione del Titano
Percy Jackson e gli dei dell'Olimpo: la maledizione del Titano, detto anche solamente La maledizione del Titano, è un romanzo fantasy, terzo di una serie di cinque romanzi della saga letteraria di Percy Jackson e gli dei dell'Olimpo, scritta e ideata dallo scrittore statunitense Rick Riordan negli anni duemila: ha come protagonista Percy Jackson. 
Il romanzo è stato pubblicato in lingua originale nel 2007 e in italiano nel 2011.

## Trama
Nel periodo delle vacanze natalizie Percy Jackson, insieme a Talia Grace ed Annabeth Chase, si reca in una scuola del Maine, Westover Hall. Sono chiamati dal satiro Grover Underwood che riferisce loro di avere trovato due mezzosangue. Grazie alla Foschia creata da Talia i tre riescono a passare per studenti e a partecipare al ballo dove scorgono i due mezzosangue, i fratelli Nico e Bianca Di Angelo.  
Ma il vicepreside Thorn in realtà è una manticora, così rapisce sia i fratelli che Percy, conducendoli su una scogliera vicino al mare dove sono raggiunti da Annabeth, Talia e da Grover. 
I quattro combattono contro la Manticora: Talia usa anche l'egida, scudo donatole da suo padre Zeus, mentre Percy usa sia la spada Vortice che lo scudo-orologio, dispositivo creato dal suo fratellastro Tyson. Nonostante la loro forza la Manticora, sparando aghi avvelenati dalla coda, riesce a sopraffarli, ma, prima di ucciderli, appaiono la dea Artemide e le sue compagne, le Cacciatrici. Thorn, sconfitto, si getta nell'oceano rapendo Annabeth. 
Nel frattempo, Artemide ordina la costruzione di un accampamento provvisorio, così il giorno dopo chiama suo fratello Apollo. 
Apollo usando un autobus, guidato da Talia, riporta i ragazzi e le Cacciatrici al Campo dei Mezzosangue. 
Intanto Artemide si separa dalle sue compagne per andare a cacciare uno strano e pericoloso mostro.
Al campo Percy fa strani sogni su Annabeth, nei quali la vede imprigionata e costretta a reggere un enorme masso. Intanto Zoe Nightshade, luogotenente delle Cacciatrici e ordinato capo provvisorio da Artemide, teme che Artemide sia stata catturata. 
Al Campo, Chirone e Dioniso decidono di organizzare un Caccia alla Bandiera. Alla fine vincono le Cacciatrici, così Talia, infuriata, se la prende con Percy, accusandolo di essere impazzito. Ma mentre litigano giunge l'Oracolo che declama la seguente profezia:
Così si decide di organizzare una spedizione composta da cinque persone per andare a salvare la dea e Annabeth. Del gruppo fanno parte Zoe, Phoebe e Bianca per le Cacciatrici, Grover e Talia per i mezzosangue. Phoebe si ferisce per colpa dei fratelli Stoll(figli di Ermes) e quindi parte Percy, avvisato da Nico di tenere al sicuro sua sorella.

### La ricerca di Artemide
I sei si fermano allo Smithsonian. Ma, all'interno del museo, Percy scopre che un uomo in realtà è Thorn camuffato e quindi decide di seguirlo. Così, protetto dal berretto di Annabeth, Percy entra in una sala dove Luke e un uomo chiamato Generale si sono appostati. I tre creano degli zombie aizzandoli contro gli eroi, ma gli stessi zombie scoprono la presenza di Percy e lo inseguono. Percy riesce a seminarli, ma Luke gli scaglia contro il leone di Nemea, la cui pelle è indistruttibile. Zoe riesce ad uccidere il mostro colpendolo in bocca con una freccia. Alla fine Percy ottiene come trofeo una giacca fatta con la pelle del leone. Il giorno dopo Apollo aiuta i cinque a prendere un treno e ad attraversare l'America. Durante il viaggio Percy sogna di vedere che a fabbricare la sua spada Vortice, in greco Anaklusmos, è stata Zoe. Al termine del viaggio in treno i cinque eroi arrivano al Clift, dove vengono attaccati dagli zombie e poi da un cinghiale gigante, dono delle selve, ma, dopo averlo stordito, lo usano come mezzo di trasporto fino al deserto.
Nel deserto Percy comprende che sia Bianca che suo fratello Nico sono stati al Casinò Lotus e che quindi loro due sono molto più vecchi della loro età. Una volta accampatisi nel deserto, vengono raggiunti da Ares che conduce Percy da Afrodite la quale riferisce al ragazzo di essere stata lei a mettere il sangue di Centauro sulla maglietta di Phobe e di avere chiamato Blackjack per aiutare Percy ad entrare nella compagnia. Il giorno dopo i tre si avventurano in una gigantesca discarica degli oggetti difettosi degli dei. Qui Bianca trova una statuetta di metallo per suo fratello, che le colleziona. Nel frattempo, un gigante di ferro, creato da Efesto, si anima, inseguendo Percy e gli altri. Bianca si sacrifica per salvare gli amici entrando nel corpo del gigante e provocandone un cortocircuito. Il gigante di ferro cade a terra e non vedendo uscire Bianca, i quattro eroi distruggono il gigante ma non trovano la ragazza. Così si avvera il verso della profezia: una si perderà nella terra dove mai pioggia viene.
I quattro eroi rimanenti giungono fino in Texas, proseguendo poi con due canoe, fino alla diga Hoover. Qui Zoe confessa a Percy che sua madre è l'oceanina Pleione, e che lei era una delle Esperidi. Poi i quattro entrano nella diga, ma li raggiungono gli zombie armati di pistole. Percy però non viene ferito dai colpi di pistola, perché indossa la pelle corazzata di Nemeo. Percy verrà inoltre aiutato da Rachel Elizabeth Dare, una mortale che incontra in quel posto.
Grazie a delle statue di angeli animate da Zeus i quattro giungono a San Francisco, dove interrogano un tale di nome Nereo, una divinità marina che conosce tutto sulle acque. I quattro chiedono chi sia il Flagello dell'Olimpo, il mostro che Artemide stava cercando, Nereo gli porta Bessie e poi scompare. Colui che bruciasse le viscere di Bessie, un Ofiotauro, avrebbe il potere assoluto per decidere sulla sorte degli dei. Mentre decidono il da farsi, gli eroi vengono attaccati dalla manticora Thorn e dai suoi tirapiedi. Si salvano solo grazie a Dioniso che, una volta invocato tramite un messaggio-Iride, stritola la manticora tra i tralci. A quel punto Percy invoca l'aiuto del padre affinché porti Grover e Bessie al sicuro al campo.
Dopo essere stati in un bar, i quattro eroi si recano a casa del padre di Annabeth, il dottore Chase. Il signor Chase gli mette a disposizione un'auto, così i quattro giungono nei pressi del monte della Dannazione dove, dopo avere trovato il giardino delle Esperidi, protetto da un drago con innumerevoli teste, trovano Luke, con il suo esercito di mostri e la sua nave, la Principessa Andromeda. In quel luogo trovano un cratere, quello dove, secondo la mitologia, Atlante era condannato a sorreggere la volta celeste. Ora però c'è Artemide a sorreggere l'enorme peso. Infatti Luke ha liberato Atlante e ha costretto Annabeth a tenere il peso, ma Artemide si è sacrificata al posto della ragazza. Luke vuole che Talia appoggi la sua causa, ma la ragazza non cede. Percy scopre che il padre di Zoe in realtà è lo stesso Atlante, colui che Luke al museo chiamava "generale". Dopo essersi ripresa dal supplizio, Annabeth e gli eroi combattono contro il titano e i mostri, ma senza Artemide non possono riuscirci. Così Percy sostituisce per un po' la dea dalla terribile pena. Il ragazzo sotto il terribile sforzo rischia di morire, eppure, con uno stratagemma, gli altri riescono a rimettere Atlante al suo posto.
Mentre combatte per salvarsi Luke cade in un burrone e sembra essere morto. Intanto Chase, con un biplano armato con proiettili adatti ai mostri, uccide l'esercito di Luke. Ma Zoe, già ferita e avvelenata dal drago e poi colpita da suo padre, è in fin di vita. Artemide non può fare niente per lei, tranne confessarle che è stata una brava guerriera, così si avvera il verso della profezia: e per mano di un genitore un altro dovrà perire; dopo la morte della Cacciatrice, la quale può morire solo uccisa, appare in cielo una costellazione che la raffigura. Poco dopo arrivano sul monte i pegasi tra cui Blackjack che trasportano gli eroi sul monte Olimpo, dove, essendo il solstizio di inverno, si terrà un'assemblea tra gli Dei.

### L'Assemblea degli Dei
Gli Dei vorrebbero uccidere Percy, in modo da non correre pericoli con la profezia. Infatti Talia, diventando una cacciatrice, non compirà mai sedici anni, e quindi non potrà essere oggetto della profezia. Alla fine gli dei decidono che Percy e l'Ofiotauro devono essere risparmiati, perché è ingiusto uccidere qualcuno solo per il pericolo che rappresenta. Atena inoltre accusa Poseidone e Zeus di non avere mantenuto il patto di non avere più figli e che anzi, per una volta, Ade si era dimostrato migliore di loro nel mantenere le promesse. Prima di scendere dall'Olimpo, Percy viene a sapere che Luke, protetto da Crono, non è morto.
Quando ritorna al campo, Percy tenta di spiegare a Nico ciò che è successo alla sorella, ma lui lo accusa di non avere mantenuto la promessa di proteggerla. Percy scopre che Nico e Bianca sono figli di Ade e che potrebbero essere loro gli interessati della profezia. Intanto Grover sembra avere sentito la voce del dio Pan nella sua testa pronunciare due parole: "Ti aspetto".

## Capitoli
1. La mia operazione di salvataggio finisce parecchio male
2. Il vicepreside si procura un lanciamissili
3. Bianca di Angelo compie una scelta
4. Talia dà fuoco al New England
5. Faccio una telefonata subacquea
6. Viene a trovarci una vecchia amica stecchita
7. Mi odiano tutti tranne il cavallo
8. Faccio una promessa pericolosa
9. Imparo ad allevare zombie
10. Rompo qualche navicella spaziale
11. Grover si fa una Lamborghini
12. Faccio snowboard con un cinghiale
13. Facciamo un salto alla discarica degli dei
14. Ho un problema con una diga
15. Ho un incontro di lotta libera con il gemello cattivo di Babbo Natale
16. Incontriamo il drago dell'alitosi eterna
17. Metto su un milione di chili di troppo
18. Un'amica ci dice addio
19. Gli dei mettono ai voti la nostra morte
20. Ricevo un nuovo nemico per Natale